# Parc d'État de Fanning Springs
Le parc d'État de Fanning Springs (anglais : Fanning Springs State Park) est une réserve naturelle située dans l'État de Floride, au sud-est des États-Unis, dans le comté de Levy. La source de Fanning se jette dans la Suwannee River. Le parc est accessible par la route 19. Il abrite une faune variée : cerf de Virginie, écureuil gris, buse à épaulettes, grand pic, chouette rayée et lamantin.

## Photographies

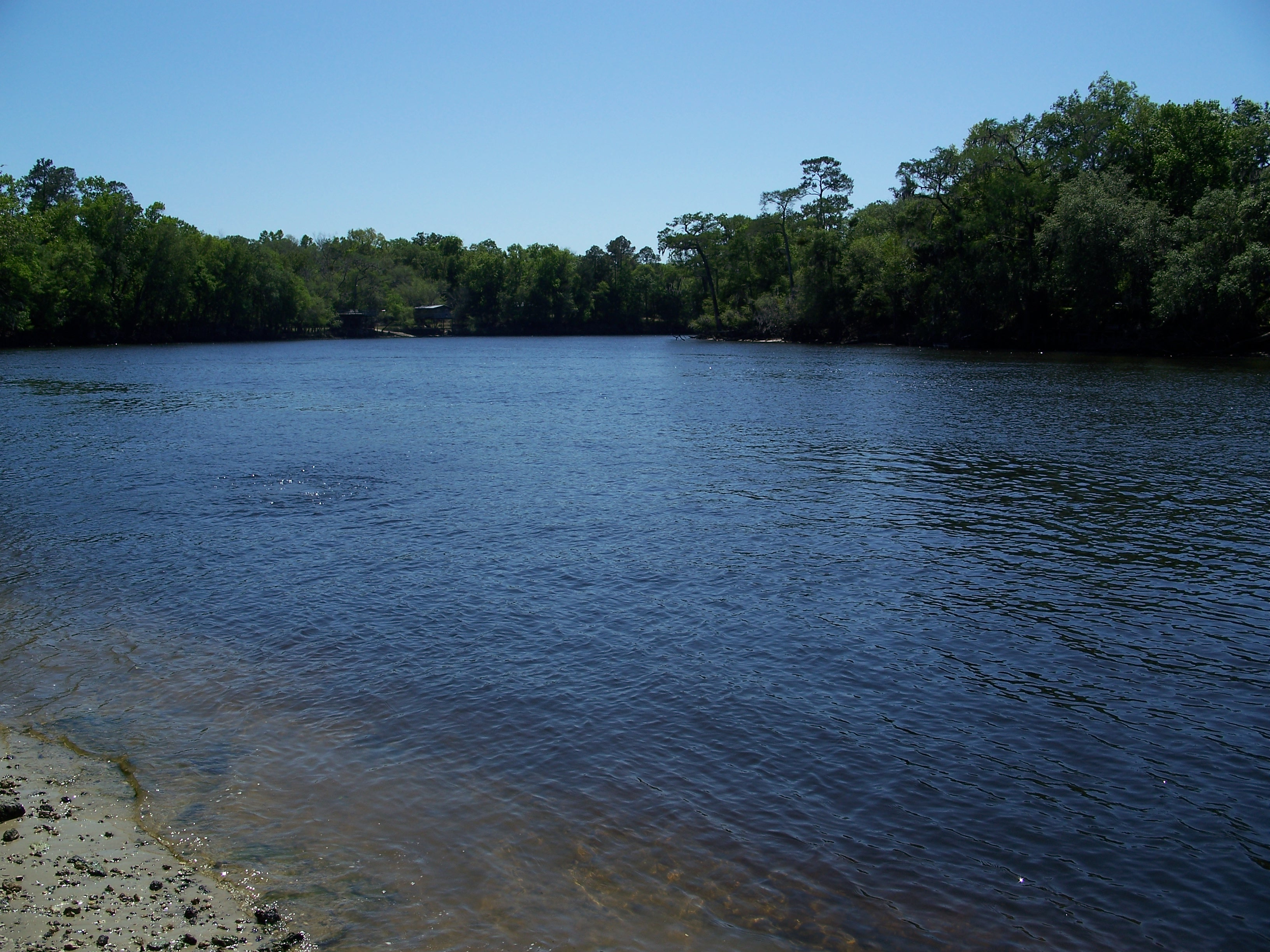
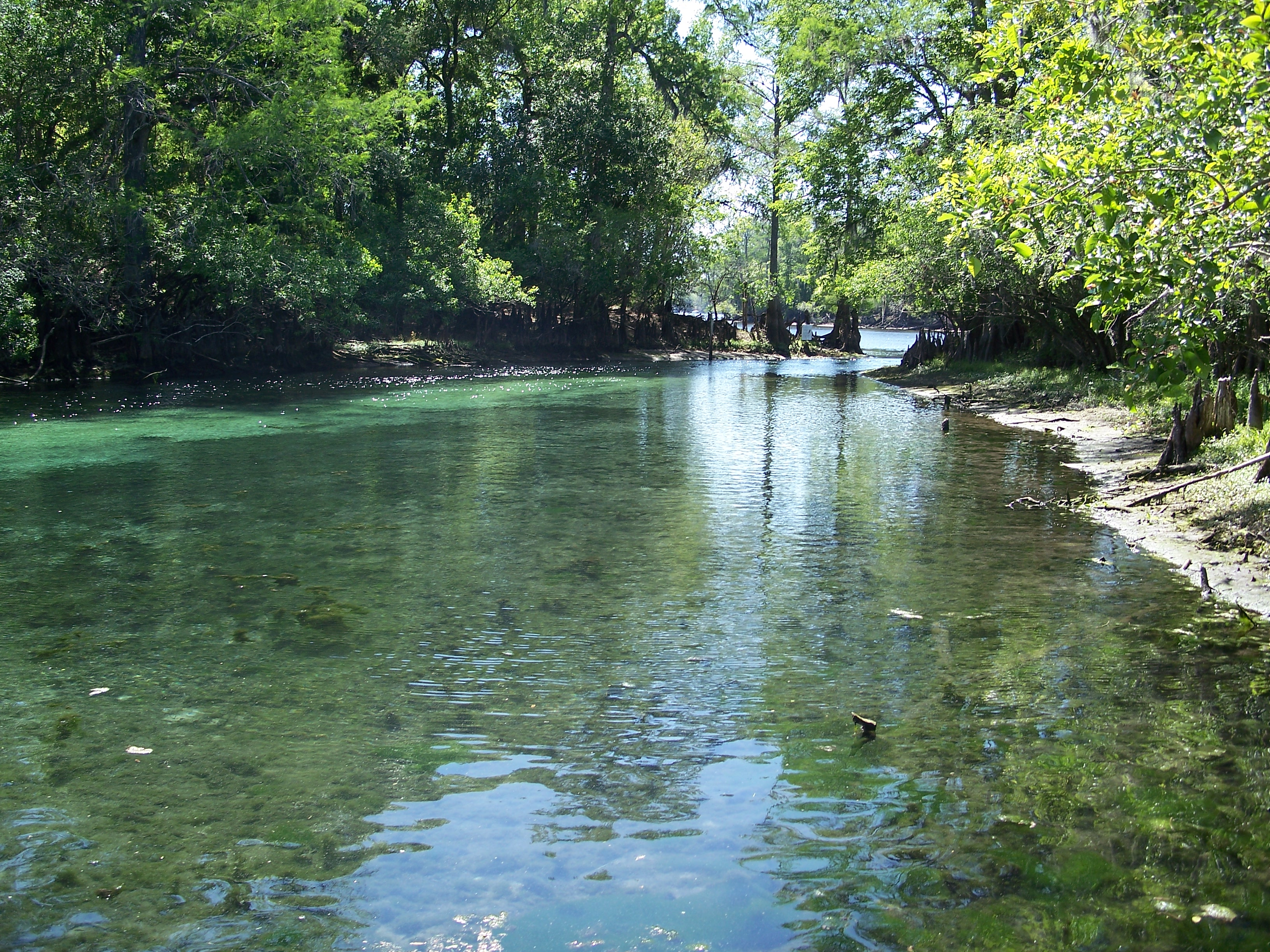
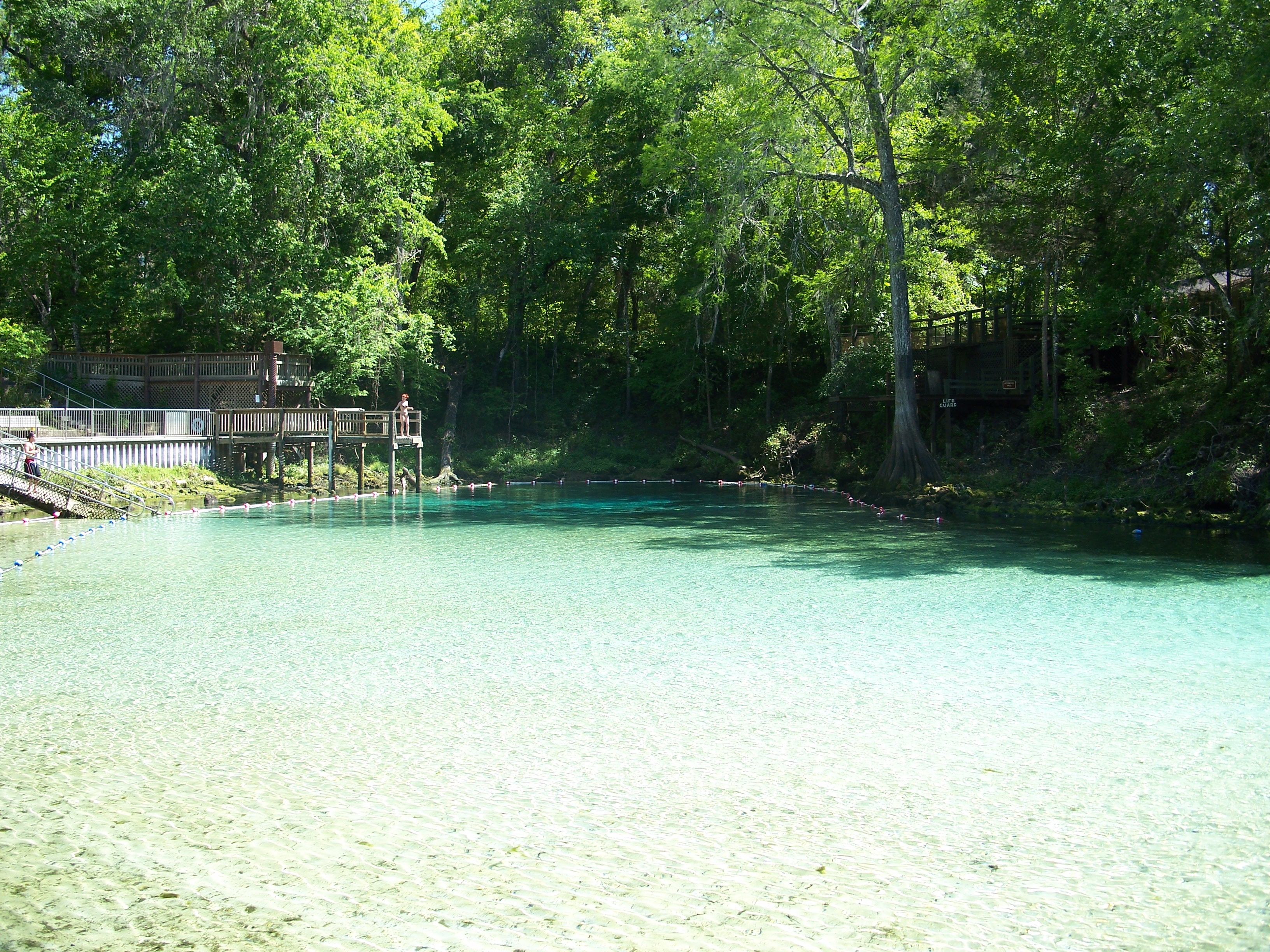
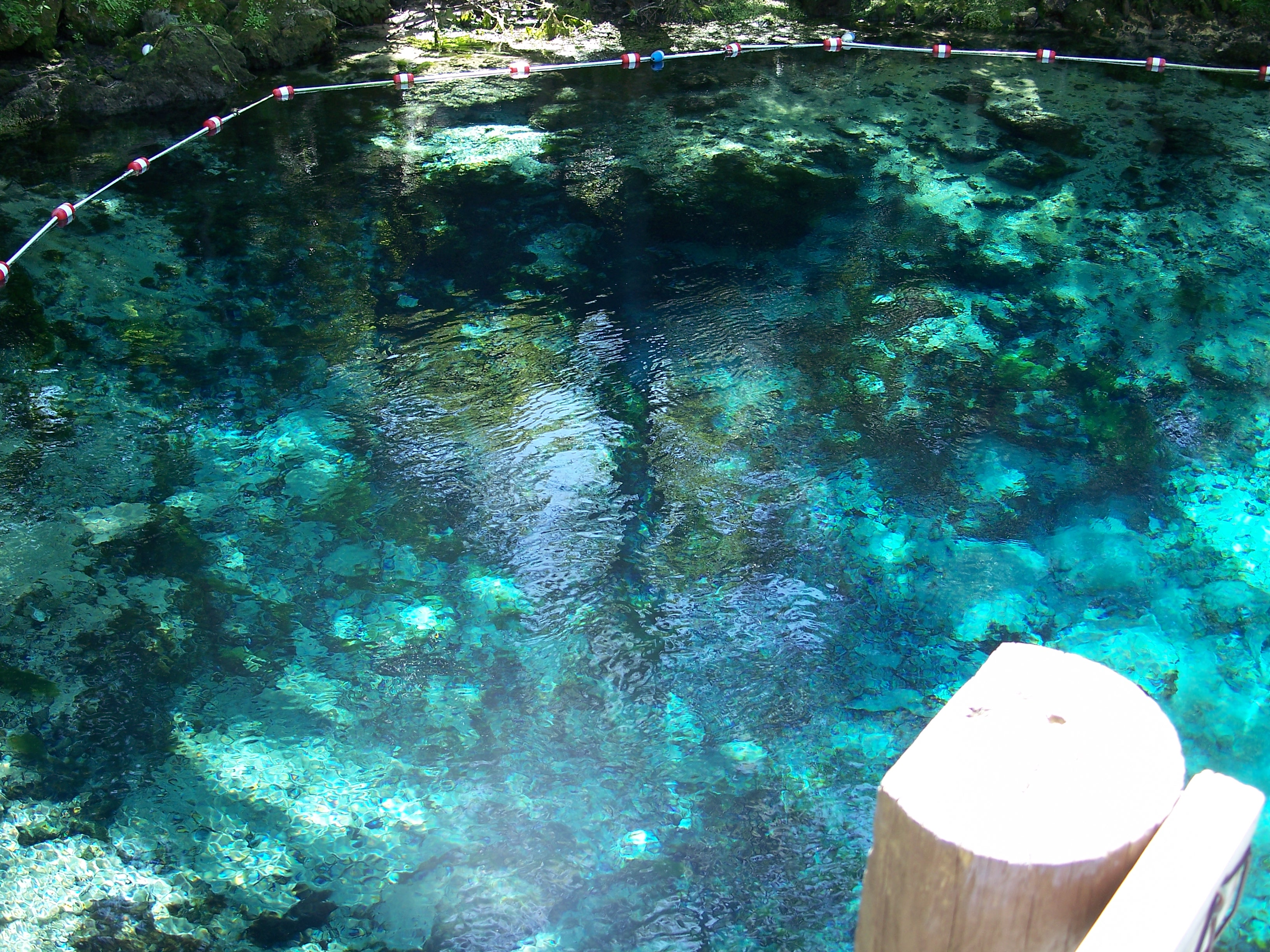